# 线叶旋覆花
线叶旋覆花（学名：Inula lineariaefolia）是菊科旋覆花属的植物。分布于朝鲜、蒙古、俄罗斯以及中国的中部、东北部、东部、北部等地，生长于海拔150米至500米的地区，常生长在路旁、山坡、荒地或河岸，目前已由人工引种栽培。

## 别名
蚂蚱膀子、驴耳朵（安徽）、窄叶旋覆花（江苏南部种子植物手册）